# Diacyclops languidulus
Diacyclops languidulus – gatunek widłonoga z rodziny Cyclopidae. Opisał go w 1925 roku brytyjski zoolog Arthur Willey, nadając mu nazwę Cyclops languidulus.